# 日本ペンテコステ教団
日本ペンテコステ教団(にほんぺんてこすてきょうだん)は日本のプロテスタント聖霊派の団体である。
1929年、独立宣教師L・クートによって設立された神学校、生駒聖書学院の卒業生が中心になり、1939年に日本ペンテコステ教会を設立した。日本基督教団成立時には第10部として、参入した。
戦後にクート宣教師が来日して、大阪と京都に救霊会館を設立して伝道を再開して、名称を日本ペンテコステ教団に編成した。1950年、日本ペンテコステ教団として再組織した。
生駒聖書学院の卒業生には、ミッション・バラバ代表の金沢泰裕（大阪弟子教会牧師、生駒聖書学院教師）らがいる。
朝日放送ラジオで毎週水曜早朝、富雄キリスト教会・エリムキリスト教会協賛で「信仰の時間・希望の声」という宗教番組を放送している。